# Рыбалкин, Алексей Владимирович
Алексей Владимирович Рыбалкин (род. 16 ноября 1993, Таганрог, Россия) — российский профессиональный шоссейный велогонщик, выступающий за команду «Gazprom-RusVelo». Мастер спорта Международного класса.

## Достижения
2011
1-й  Тур Истрии — Генеральная классификация (юниоры)
1-й на этапах 1 и 2
2-й Vuelta al Besaya (юниоры)
1-й на этапе 2b
3-й  Чемпионат Европы — Индивидуальная гонка (юниоры)
5-й Чемпионат Европы — Групповая гонка (юниоры)
2013
1-й Tour de la Bidassoa — Генеральная классификация
1-й на этапах 2 и 4
2-й Clásica Ciudad de Torredonjimeno
2-й Santikutz Klasika
10-й Вуэльта Мадрида
2014
3-й Тур де л’Авенир — Генеральная классификация
4-й Вуэльта Кастилии и Леона — Генеральная классификация
4-й Вуэльта Португалии — Генеральная классификация U23
1-й  — Горная классификация
2015
1-й  Вуэльта Португалии — Молодёжная классификация
1-й  Вуэльта Мадрида — Молодёжная классификация
2017
8-й Тур Австрии — Генеральная классификация
2018
2-й Sibiu Cycling Tour

### Гранд-туры
| Гонка           | 2016 |
| --------------- | ---- |
| Джиро д'Италия  | 106  |
| Тур де Франс    | —    |
| Вуэльта Испании | —    |

| —  | Не участвовал  |
| НФ | Не финишировал |